# Korea Północna na Letnich Igrzyskach Olimpijskich 2024
Korea Północna na Letnich Igrzyskach Olimpijskich 2024 – reprezentacja Korei Północnej na Letnich Igrzyskach Olimpijskich 2024, które zostały rozegrane w dniach 26 lipca – 11 sierpnia 2024 roku w Paryżu, liczyła 16 zawodników. Na chorążych reprezentacji wybrani zostali Im Yong-myong oraz Mun Song-hui.

## Zdobyte medale
| Medal  | Zawodnik                 | Dyscyplina    | Konkurencja                   | Rezultat | Data       |
| ------ | ------------------------ | ------------- | ----------------------------- | -------- | ---------- |
| Srebro | Kim Kum-yong Ri Jong-sik | Tenis stołowy | turniej mieszany              | 2-4      | 30 lipca   |
| Srebro | Jo Jin-min Kim Mi-rae    | Skoki do wody | Wieża 10 m synchronicznie (k) | 315,90   | 31 lipca   |
| Brąz   | Pang Chol-mi             | Boks          | -54 kg (k)                    | 2-3      | 4 sierpnia |
| Brąz   | Kim Mi-rae               | Skoki do wody | Wieża 10 m indywidualnie (k)  | 372,10   | 6 sierpnia |
| Brąz   | Ri Se-ung                | Zapasy        | -60 kg st. klasyczny (m)      | 8-0      | 6 sierpnia |
| Brąz   | Choe Hyo-gyong           | Zapasy        | -53 kg st. dowolny (k)        | 10-0     | 8 sierpnia |

## Skład reprezentacji

### Boks
| Zawodnik     | Konkurencja | 1/16             | 1/8              | Ćwierćfinał      | Półfinał         | Finał            | Finał   | Źródło |
| Zawodnik     | Konkurencja | Przeciwnik Wynik | Przeciwnik Wynik | Przeciwnik Wynik | Przeciwnik Wynik | Przeciwnik Wynik | Miejsce | Źródło |
| ------------ | ----------- | ---------------- | ---------------- | ---------------- | ---------------- | ---------------- | ------- | ------ |
| Pang Chol-mi | -54 kg (k)  | BYE              | Uktamova W 5-0   | Bertal W 4-0     | Chang P 2-3      | NQ               | brąz    | [ 3 ]  |
| Won Ung-yong | -60 kg (k)  | BYE              | Heijnen P 1-4    | NQ               | NQ               | NQ               | 9.      | [ 7 ]  |

### Gimnastyka
| Zawodniczka | Konkurencja           | Eliminacje | Eliminacje | Eliminacje | Eliminacje | Eliminacje | Eliminacje | Finał  | Finał | Finał   | Finał   | Finał | Pozycja | Źródło |
| Zawodniczka | Konkurencja           | Obręcz     | Piłka      | Maczugi    | Skakanka   | Razem      | Miejsce    | Obręcz | Piłka | Maczugi | Wstążka | Razem | Pozycja | Źródło |
| ----------- | --------------------- | ---------- | ---------- | ---------- | ---------- | ---------- | ---------- | ------ | ----- | ------- | ------- | ----- | ------- | ------ |
| An Chang-ok | Wielobój indywidualny |            |            |            |            |            |            |        |       |         |         |       |         |        |

### Judo
| Zawodnik     | Konkurencja | 1/16 finału         | 1/8 finału       | Ćwierćfinał      | Półfinał         | Repasaże         | Finał / 3. miejsce | Finał / 3. miejsce | Źródła |
| Zawodnik     | Konkurencja | Przeciwnik Wynik    | Przeciwnik Wynik | Przeciwnik Wynik | Przeciwnik Wynik | Przeciwnik Wynik | Przeciwnik Wynik   | Pozycja            | Źródła |
| ------------ | ----------- | ------------------- | ---------------- | ---------------- | ---------------- | ---------------- | ------------------ | ------------------ | ------ |
| Mun Song-hui | -70 kg (k)  | Matniyazova P 00-10 | NQ               | NQ               | NQ               | NQ               | NQ                 | 17.                | [ 8 ]  |

### Lekkoatletyka
| Zawodnik     | Konkurencja | Finał   | Finał   | Źródło |
| Zawodnik     | Konkurencja | Wynik   | Miejsce | Źródło |
| ------------ | ----------- | ------- | ------- | ------ |
| Han Ryong-il | maraton (m) | 2:11:21 | 29.     | [ 9 ]  |

### Skoki do wody
| Zawodnik              | Konkurencja                   | Preeliminacje | Preeliminacje | Półfinał | Półfinał | Finał  | Finał   | Źródło |
| Zawodnik              | Konkurencja                   | Punkty        | Miejsce       | Punkty   | Miejsce  | Punkty | Miejsce | Źródło |
| --------------------- | ----------------------------- | ------------- | ------------- | -------- | -------- | ------ | ------- | ------ |
| Im Yong-myong         | Wieża 10 m indywidualnie (m)  | 347,10        | 22.           | NQ       | NQ       | NQ     | NQ      | [ 10 ] |
| Kim Mi-rae            | Wieża 10 m indywidualnie (k)  | 287,70        | 10.           | 322,40   | 4.       | 372,10 | brąz    | [ 4 ]  |
| Jo Jin-min Kim Mi-rae | Wieża 10 m synchronicznie (k) | —             | —             | —        | —        | 315,90 | srebro  | [ 11 ] |

### Tenis stołowy
| Zawodnik                 | Konkurencja      | Eliminacje       | 1/32 finału      | 1/16 finału      | 1/8 finału                                      | Ćwierćfinały                                           | Półfinały                                     | Finał                                   | Finał   | Źródło        |
| Zawodnik                 | Konkurencja      | Przeciwnik Wynik | Przeciwnik Wynik | Przeciwnik Wynik | Przeciwnik Wynik                                | Przeciwnik Wynik                                       | Przeciwnik Wynik                              | Przeciwnik Wynik                        | Pozycja | Źródło        |
| ------------------------ | ---------------- | ---------------- | ---------------- | ---------------- | ----------------------------------------------- | ------------------------------------------------------ | --------------------------------------------- | --------------------------------------- | ------- | ------------- |
| Pyon Song-gyong          | Singel (k)       | BYE              | Doo W 4-1        | Mittelham W 4-3  | Diaz W 4-3                                      | Hayata P 3-4                                           | NQ                                            | NQ                                      | 5.      | [ 12 ] [ 13 ] |
| Kim Kum-yong Ri Jong-sik | turniej mieszany | —                | —                | —                | Japonia Tomokazu Harimoto · Hina Hayata · W 4-1 | Szwecja Kristian Karlsson · Christina Kallberg · W 4-1 | Hongkong Wong Chun Ting · Doo Hoi Kem · W 4-3 | Chiny Wang Chuqin · Sun Yingsha · P 2-4 | srebro  | [ 1 ]         |

### Zapasy
| Zawodnik       | Konkurencja              | 1/8 finału         | Ćwierćfinał      | Półfinał         | Repesaż          | Finał                  | Finał            | Źródło |
| Zawodnik       | Konkurencja              | Przeciwnik Wynik   | Przeciwnik Wynik | Przeciwnik Wynik | Przeciwnik Wynik | Przeciwnik Wynik       | Pozycja          | Źródło |
| -------------- | ------------------------ | ------------------ | ---------------- | ---------------- | ---------------- | ---------------------- | ---------------- | ------ |
| Ri Se-ung      | -60 kg st. klasyczny (m) | Ciobanu W 10F- 3   | Bahramov W 9-0   | Cao P 3-3        | —                | Rodríguez Orozco W 8-0 | brąz             | [ 5 ]  |
| Pak Sol-gum    | -68 kg (k)               | Ringaci W 10-6     | Nisha W 10-8     | Elor P 0-10      | —                | Tosun Çavuşoğlu P 2-4  | 5.               | [ 14 ] |
| Mun Hyon-gyong | -62 kg (k)               | Nie wystartowała   | Nie wystartowała | Nie wystartowała | Nie wystartowała | Nie wystartowała       | Nie wystartowała |        |
| Kim Son-hyang  | -50 kg (k)               | Nie wystartowała   | Nie wystartowała | Nie wystartowała | Nie wystartowała | Nie wystartowała       | Nie wystartowała |        |
| Choe Hyo-gyong | -53 kg (k)               | Yépez Guzman P 4-7 | NQ               | NQ               | Ana W 11-0       | Wendle W 10-0          | brąz             | [ 6 ]  |